# 萊文沃思堡國家公墓
萊文沃思堡國家公墓（英語：Fort Leavenworth National Cemetery）為美國堪薩斯州的一座國家公墓，位於萊文沃思北方的美国陆军軍事駐地萊文沃思堡內。此墓園於1862年正式建成，但早在1844年就已經作為墓地來使用。此墓園為八名荣誉勋章授予者的安息地，但大多數的墓地為因戰爭中犧牲而無法確認其身份的軍人之無名塚。此墓園的名字以在1902年從紐約州德爾亥的伍德蘭墓園（Woodland Cemetery）重新安葬於此的准將亨利·萊文沃思來命名。此墓園由美國退伍軍人事務部所管轄，佔地面積約36.1英畝（14.6公頃），截至2005年有22,679名逝世者安葬於此。此墓園由萊文沃思國家公墓所維護。

## 歷史
1862年7月17日，美国国会通過一條法令，當中規定如逝世者為「為國捐軀的軍人」即可合法購置墓地。1870年，300,000名聯邦軍遺體分別安葬於73座公墓中。大多數的墓園皆坐落於戰場或是戰時集中營的附近。萊文沃思堡國家公墓為大型公墓之一，佔地面積達36.1英畝。萊文沃思國家公墓於1973年成為一座國家公墓，且與國家軍事之家西支（Western Branch National Military Home）的「老兵之家」（現為杜懷特大衛艾森豪醫療中心）有密切關係。
此墓園由於軍事傳統，原本分為士官安葬區及官員安葬區等各個單獨安葬區，但在1858年這些遺體皆重新安葬於單一地點。南北战争結束後的這幾年，來自堪薩斯州堪薩斯城和密苏里州独立城之聯邦軍遺體皆安葬於萊文沃思堡國家公墓中。此外，該墓園的墓地也使用於新墨西哥州、亞利桑那州、科羅拉多州以及怀俄明州邊境前哨所服役的軍人。1870年，此墓園至少有1,000名聯邦軍，連同約170名民眾以及7名邦聯軍戰俘的遺體安葬於萊文沃思堡國家公墓中。
萊文沃思堡國家公墓於1999年7月15日登錄至國家史蹟名錄的名單中。

## 安葬於此的知名人士
- 授予荣誉勋章之知名人士
  - 上尉哈里·貝爾（英语：Harry Bell (Medal of Honor)），曾參與美菲战争
  - 上尉托馬斯·卡斯特（英语：Thomas Custer），美国陸軍軍官乔治·阿姆斯特朗·卡斯特的弟弟，有兩次被授予榮譽勳章－第一次為參與納莫津教堂戰役（英语：Battle of Namozine Church）；第二次為參與塞勒溪戰役（英语：Battle of Sayler's Creek），兩場戰役皆在南北战争期間發生
  - 海軍中尉威廉·愛德華·霍爾（英语：William E. Hall），曾參與第二次世界大战
  - 下士約翰·凱爾（John Kile），曾參與北美印第安战争
  - 列兵菲茨·李（英语：Fitz Lee (Medal of Honor)），曾參與美西战争
  - 列兵喬治·米勒（George Miller），曾參與印第安戰爭
  - 列兵愛德華·彭加利（Edward Pengally），曾參與印第安戰爭
  - 一等士官長約瑟夫·羅賓遜（Joseph Robinson），曾參與印第安戰爭
- 其他知名人士
  - 準將亨利·萊文沃思（英语：Henry Leavenworth）
  - 中士唐納德·沃爾特斯（英语：Donald Walters），於伊拉克战争中陣亡，後來被授予银星勋章

## 外部連結
- National Cemetery Administration （页面存档备份，存于）
- Fort Leavenworth National Cemetery （页面存档备份，存于）
- Historic American Landscapes Survey (HALS) No. KS-1, "Fort Leavenworth National Cemetery, 395 Biddle Boulevard, Fort Leavenworth, Leavenworth, KS （页面存档备份，存于）", 41 photos, 4 photo caption pages